# 李延年 (1928年)
李延年（1928年11月—），男，河北省昌黎县人，中国人民解放军正师职离休干部，中国人民志愿军一级英雄、特等功臣，共和国勋章获得者。参加了东北解放战争、辽沈战役、平津战役、湘西剿匪、抗美援朝、对越自卫反击战。

## 生平
李延年是昌黎县会君坨村人，父亲李辑瑞给地主扛活，弟弟和妹妹先后夭折。9岁时，李延年成了猪倌。为了维持家庭的生活，父亲到东北做工，后被日本人抓去当劳工。1942年，因生活困难，闯关东到长春一个粮油加工厂当学徒工。
1945年10月在长春参加东北人民自治军吉黑纵队2大队3连当战士，后到大队当警卫员。1945年12月首次参战，对榆树县保安团作战，缴获轻机枪和手枪各一支，战斗结束后才发现自己负伤，被记小功一次。随部队编为东北民主联军吉北军分区独立团、东北民主联军独立第三师7团、东北野战军第十纵队第29师85团、中国人民解放军第四十七军第140师418团，1947年2月入党。1947年东北冬季攻势作战中，1947年11月李延年被派往东北军政大学第十期军事队进行了半年的学习，获得军政大学授予的“甲等优胜奖状”。1948年9月毕业后回原部队第85团任警卫连副排长，11月1日被提拔为排长。1949年1月调往师教导队政治队任区队长。
1950年3月，从师教导队回到418团7连任副指导员。1950年8月，在湘西会同县剿匪期间被提拔任连队指导员。1951年10月7日，李延年任中国人民志愿军第四十七军140师418团3营7连指导员，涟川至铁原交通线旁的346.6高地争夺战中，所在第三营奉命反攻收复高地，由于连长刘凤臣代理营参谋长，副连长带队向山头冲击时负伤，副指导员被敌炮弹打中牺牲，指导员李延年完全挑起了作战指挥的职责，在伤亡严重情况下，指挥部队顽强作战，顶住了敌人多次反扑，毙伤美骑一师600多人。
1955年被授予大尉军衔。先后从第四十七军文化学校、中南军区第一文化速成中学学习，后又入解放军政治学院深造。1960年从北京分配到广西某边防团。1969年李延年由团副政委调广州军区生产建设兵团第14团任政委。1979年对越还击战中，广西军区独立师政治部副主任李延年负责保障工作。先后四次主动向上级要求到前沿部队去了解伤病员的运送情况，并组织各单位把救护所设到靠近前沿的地方，让伤病员得到及时的包扎、转送和治疗，还带领干部，冒着敌人的炮火，深入前沿部队，传达上级的指示和命令，出色地完成了各项任务，荣立三等功一次。1979年9月升任新组建的广州军区边防第一师副政治委员，1983年8月离休。在广西军区南宁第三离职干部休养所（南宁警备区金牛桥干休所）离职休息。
1992年10月26日，李延年作为志愿军一级英雄、广西自治区唯一代表，参加了由空军司令员刘志田中将为团长，北京军区副政委王福义少将为副团长的中国人民志愿军英模代表团，访问朝鲜。
2007年8月1日，出席了中共中央、国务院和中央军委在人民大会堂隆重举行的庆祝中国人民解放军建军80周年暨全军英雄模范代表大会。

## 荣誉
1952年11月被志愿军总部授予“一级英雄”称号、记特等功1次，并获得朝鲜民主主义人民共和国自由独立二级勋章、三级国旗勋章。
2002年评为广西军区先进离退休干部。
2009年12月荣获广西军区“扎根边防、建设边防、奉献边防、模范践行当代革命军人核心价值观”先进个人。
2012年6月被评为广西军区优秀共产党员。
2019年9月获得共和国勋章、“最美奋斗者”荣誉称号、“新中国成立70年来70位英雄模范代表”。　